# Meservey
Meservey é uma cidade localizada no estado americano de Iowa, no Condado de Cerro Gordo.

## Historia
Meservey foi fundada em 1886, logo após a linha férrea foi construída ligando Mason City e Fort Dodge. Ela leva o seu nome dos irmãos Meservey que eram empregados da estrada de ferro no momento. A parte ocidental da cidade era originalmente conhecida como Kausville e, eventualmente, mesclados Meservey, e ainda é legalmente conhecido como o "Kausville Addition".</ref>

## Geografia
Meservey está localizado em 42° 54′ 47″ N, 93° 28′ 34″ O (42.913139, -93.476173)

De acordo com o United States Census Bureau tem uma área de
3,9 km², dos quais 3,9 km² cobertos por terra e 0,0 km² cobertos por água.

## Demografia
Segundo o censo americano de 2000, a sua população era de 252 habitantes.
Em 2006, foi estimada uma população de 228, um decréscimo de 24 (-9.5%).

## Localidades na vizinhança
O diagrama seguinte representa as localidades num raio de 16 km ao redor de Meservey.